# Большекургузинское сельское поселение
Большекургузинское се́льское поселе́ние — муниципальное образование в Зеленодольском районе Татарстана Российской Федерации.
Административный центр — село Большие Кургузи.

## География
Граничит с юго-востока с Бишнинским сельским поселением, с юго-запада с Большеключинским сельским поселением, с запада с Большеякинским сельским поселением, с севера с Республикой Марий Эл, с востока с Высокогорским районом.
По землям поселения с востока на протекает небольшая речка Петьялка, которая впадает в реку Илеть. Вокруг Петьялки немало родников. Для мелиорации построена дамба собирающая воду из ручьев.
Вокруг поселения множество оврагов с лесными массивами.
В лесных массивах встречаются лисы, зайцы, ежи. Гнездятся множество птиц. Искусственные озёра привлекают уток и чаек.

## История
Статус и границы сельского поселения установлены Законом Республики Татарстан от 31 января 2005 года № 24-ЗРТ «Об установлении границ территорий и статусе муниципального образования "Зеленодольский муниципальный район" и муниципальных образований в его составе».

## Население
| 2010  | 2011  | 2012  | 2013  | 2014  | 2015  | 2016  |
| ----- | ----- | ----- | ----- | ----- | ----- | ----- |
| 1182  | ↗1184 | ↘1175 | ↘1157 | ↘1154 | ↘1138 | ↗1140 |
| 2017  | 2018  |       |       |       |       |       |
| ↘1135 | ↘1128 |       |       |       |       |       |

## Состав сельского поселения
| № | Населённый пункт | Тип населённого пункта       | Население |
| - | ---------------- | ---------------------------- | --------- |
| 1 | Большие Кургузи  | село, административный центр |           |
| 2 | Большой Кульбаш  | село                         |           |
| 3 | Малые Кургузи    | деревня                      |           |
| 4 | Сентяк           | деревня                      |           |
| 5 | Чирючи           | деревня                      |           |

## Экономика
На территории сельского поселения находятся известковые залежи. Открыт карьер по переработке известковых залежей для удобрений, щебёнки и бутового камней для строительства.
С южной стороны находятся песчаные залежи, которые используются для строительства дорог.

## Культура
Ежегодно проходят сабантуи собирающие много людей.

## Связь и средства массовой информации
- Связь: Би Лайн, МТС, Мегафон. ADSL и 3G интернет.
- Телевидение: Население использует эфирное и спутниковое телевидение.

## Организации
- ООО Прогресс
- Кургузинская СОШ ЗМР РТ
- Филиал ПУ № 107 г. Зеленодольск
- ФАП — 2
- Сельских библиотек — 2
- Клубных учреждений — 2
- Мечетей — 3
- Почтовое отделение.

## Транспорт
Через территорию сельского поселения проходит автотрасса районного значения Кульбаш — Раифский поворот, по которой курсируют автобусы по маршруту:
- Кульбаш — Казань,
- Бишня — Казань.